# اونیروس

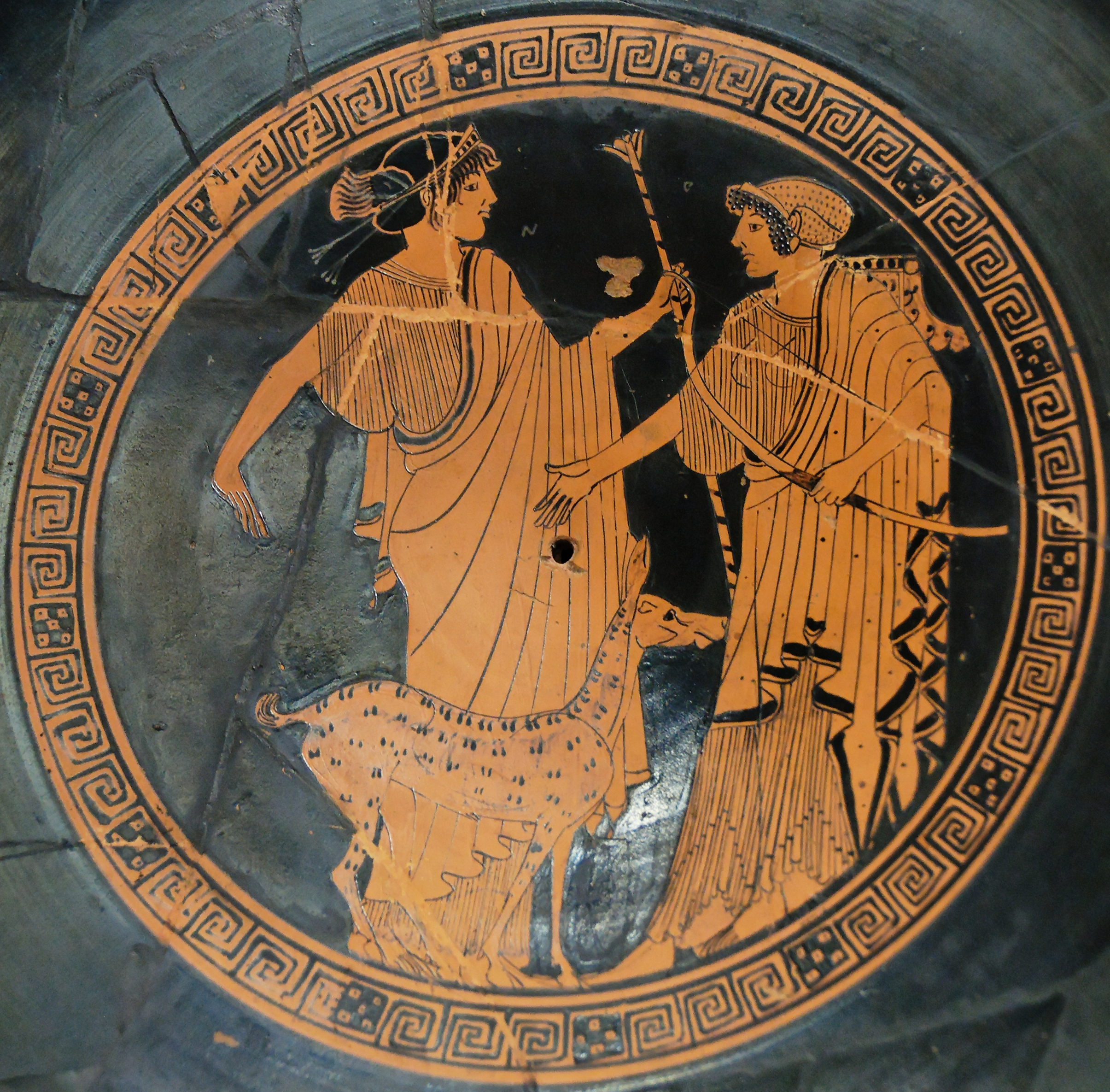
عکسی از اونیروس

اونیروس (به انگلیسی: Oneiros)، در اساطیر یونانی الههٔ رویا است. در یونان رویاها گاهی به صورت اونیروس تجسم می‌شدند. در ایلیاد اثر هومر، زئوس یک اونیروس را می‌فرستد تا در خواب آگاممنون ظاهر شود، در حالی که در تئوگونیا به قلم هزیود، اونیروس‌ها‌ پسرهای نوکس (شب) و برادران هوپنوس (ایزد خواب) به‌شمار می‌روند.